# Josyf Zisels
Josyf Zisels (ur. 2 grudnia 1946 w Taszkencie) – radziecki dysydent, więzień polityczny, ukraiński działacz obrony praw człowieka, działacz społeczny żydowskiej mniejszości narodowej na Ukrainie.
W 1969 ukończył studia na Wydziale Fizyki Czerniowieckiego Uniwersytetu Narodowego im. Jurija Fedkowycza. Członek Ukraińskiej Grupy Helsińskiej od 1978 roku. W tym samym roku aresztowany i skazany na 3 lata więzienia.
W 1988 roku stworzył w Czerniowcach pierwszą żydowską organizację społeczną w Ukraińskiej Socjalistycznej Republice Radzieckiej, w 1989 był współtwórcą konfederacji żydowskich organizacji i stowarzyszeń w ZSRR – Waad.
Nagrodzony Nagrodą Wolności HIAS (USA, 1991), Orderem „Za zasługi” III klasy (Ukraina, 2005), Orderem „Za odwagę” I klasy (Ukraina, 2006) oraz Jewish Destiny Award (2012).